# 江苏电视台教育频道
江苏电视台教育频道，是江苏省广播电视总台的一个以教育为主的综合频道，于2012年12月29日开播。前身为江苏省教育厅主管的江苏教育电视台。

## 历史
江苏教育频道的前身为江苏教育电视台，是一家地方性教育电视台，隶属于江苏省教育厅，1996年12月20日开播时，由江苏省教委主办、归口江苏省广电厅行业管理。2001年6月江苏广播电视总台成立，江苏教育电视台按照广电总局要求，使用统一台标呼号，频道改称“江苏电视台教育频道”，但仍保留江苏教育电视台建制和行政隶属关系。江苏教育电视台后于2005年10月脱离江苏广电总台，并停用“江苏电视台教育频道”呼号。
2012年11月24日，教育台综艺节目《棒棒棒》邀请了干露露和其母和妹三人，在节目录制现场干露露等三人与观众互动问答环节使用脏话对观众及采访媒体谩骂。此录像上传至网上后，多家媒体严厉谴责。教育台因為干露露母女三人的粗口而遭到停播整顿。
2012年12月29日，受“干露露”事件影响，原江苏教育电视台主管单位江苏省教育厅被江苏省委剥夺该台的管理权，故再次改由江苏省广播电视总台主管。经过国家广电总局批准，正式更名为“江苏教育频道”，成为江苏省广播电视总台意义上的第十个频道。总部仍在南京市草场门大街105号，并于2016年该台址正式摘下“JETV”标志，取而代之的是江苏广电总台标志以及右跟“江苏广电”四字招牌。

## 台标
- 江苏教育电视台开播时，台标为形似红绿蓝三色书本堆叠形状[9][10]。
- 2001年6月起，其台标为江苏省广播电视总台的旧台标（即为绿底色中间为“S”的台标），底部为“教育”二字[11]。此后江苏省广播电视总台更换为现时的台标后，江苏教育电视台依然为旧台标且为独立频道台标，底部二字改为“江苏教育”四字，而在广告时段的台呼宣传片依然会提到“江苏省广播电视总台”和“JSBC”标志。
- 而在江苏教育频道时期，其台标为江苏省广播电视总台现时的台标（除2010年台标微调的江苏卫视以及使用独立台标的优漫卡通以外），右侧写有“江苏教育”四字。

## 节目

### 现有节目
- 江苏教育新闻
- 成长
- 银龄
- 未来科学家
- 寻味江苏
- 家有儿女
- 开放大学·我的大学
- 温故知新
- 微史记
- 江苏校园安全报告
- 艺术百家
- 劳动故事
- 卫生与健康
- 健康万家行
- @生态家
- 悠游四海
- 环球教育周刊
- 教育新天地
- 江苏教育周报
- 大众科学

### 已停播节目（教育台时期，部分）
- 服务到家→直播江苏
- 新闻地理
- 江苏价格报道
- 苏商
- 走近新农村
- 棒棒棒

### 已停播节目（教育频道时期）
在教育频道开播初期，频道会重播江苏广电总台其他频道（主要是以江苏卫视为主）的节目（现下列栏目已移到江苏国际频道重播）。
- 全民开考
- 非常了得
- 万家灯火
- 职来职往
- 一站到底
- 最赞老师
- 学游天下
- 青年江苏
- e览天下
- 微影大艺
- 微讲堂
- 励志剧赏析
- 成长童话
- 好书大家读
- 天天体彩

## 主持人[12]
- 周晓萌
- 傅国
- 顾婷婷
- 康妮
- 张园
- 徐文
- 徐平
- 夏明明
- 魏凌志
- 成雁南（后跳槽至优漫卡通卫视）
- 陈天骄
- 蔡坚

## 其他
频道还主办《未来科学家》杂志。